# 法蘭斯高·泰利臣·迪·蘇沙
法蘭斯高·泰利臣·迪·蘇沙（Francisco Jaílson de Sousa，1986年11月29日—），是巴西职业足球运动员，司职進攻中場，2009年加盟日職球隊山形山神。

## 榮譽
- 米納斯吉拉斯州聯賽: 2006

## 連結
- （葡萄牙文） CBF[永久]
- （英文） sambafoot
- （葡萄牙文） Cruzeiro empresta atacante Jajá ao Náutico